# Benetutti
Benetutti (sardinski: Benetùtti) je grad i općina (comune) u pokrajini Sassariju u regiji Sardiniji, Italija. Nalazi se na nadmorskoj visini od 406 metara i ima 1 862 stanovnika.
 Prostire se na 94,45 km2. Gustoća naseljenosti je 20 st/km2.
Susjedne općine su: Bono, Bultei, Nuoro, Orune, Oniferi, Orani, Orotelli, Nule i Pattada.